# Svema
Svema (ros. Свема, skrótowiec utworzony od nazwy ros. Светочувствительные Материалы „Materiały Światłoczułe”) – przedsiębiorstwo związane z filmami (kliszami) do aparatów fotograficznych i taśmami magnetycznymi. Położone w miejscowości Szostka – obecnie Ukraina.

## Opis
Firma była głównym producentem materiałów fotograficznych w ZSRR. Została założona w 1931 w Ukraińskiej SRR. Produkowała do 2000 roku, kiedy to upadła z powodu straty rynku, przez import zagranicznych filmów w latach 90. Filmy (klisze) kolorowe były produkowane za pomocą sprzętu zabranego z fabryki Agfa-Wolfen po II wojnie światowej. Firma została zamknięta ostatecznie w 2006 roku, a jej fabryka służy głównie jako awaryjna kotłownia dla miejscowości Szostka.

## Astrum

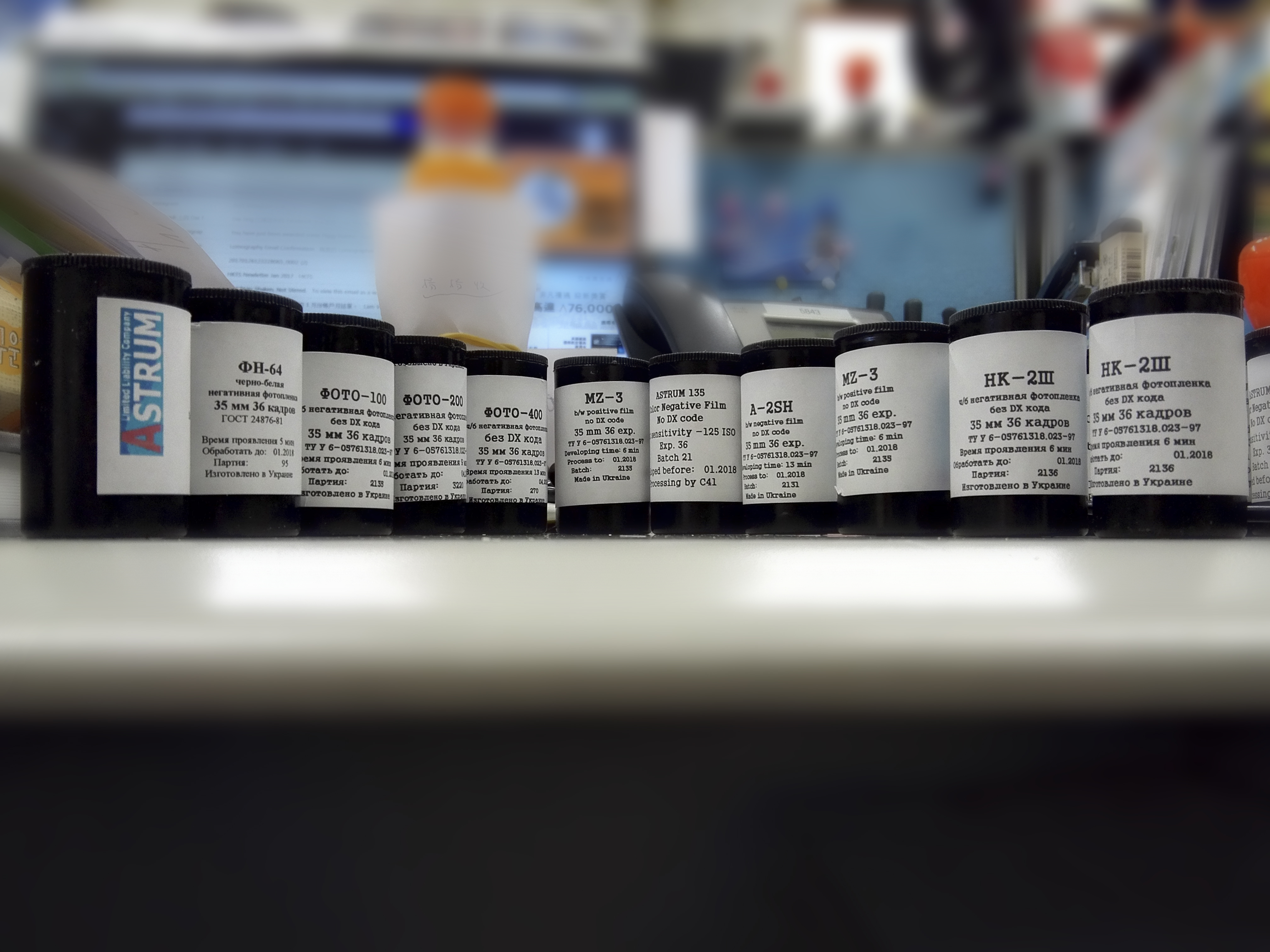
Klisze(filmy, błony fotograficzne) produkcji Astrum

Astrum to firma powstała w 1995 roku. Produkuje nadal podobne produkty co Svema, gdyż wykorzystuje w dużej mierze sprzęt Svemy. Zasadniczo filmy Astrum (nawet kolorowe) nie mają kodu DX.

#### Taśma magnetyczna

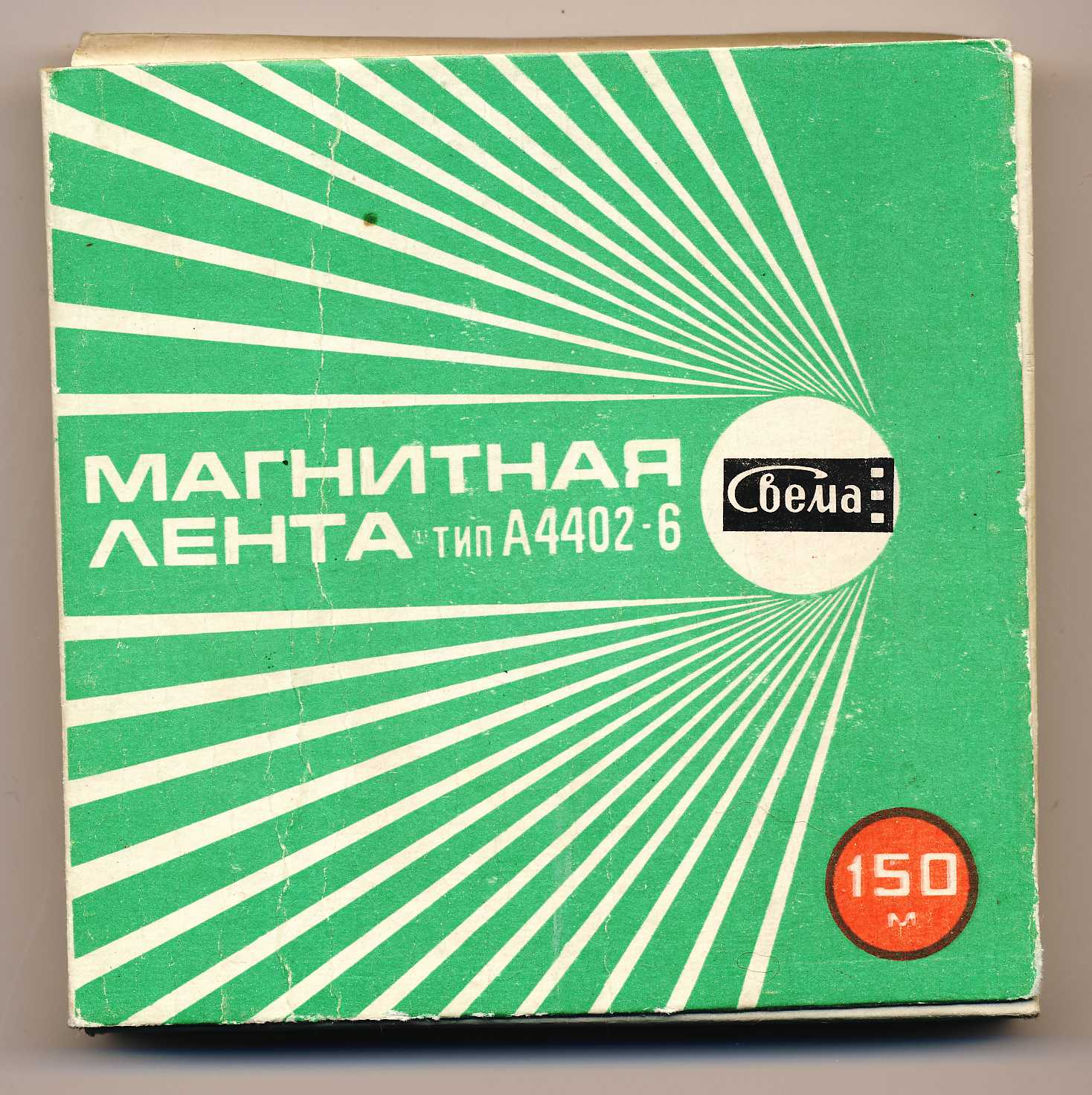
Taśma Svema lata 70 XX wieku

## Produkty

### Svema

#### Filmy czarno-białe
Typ 1981
(stara skala GOST)
- Svema FN 32; 32 GOST, ISO 40/17°

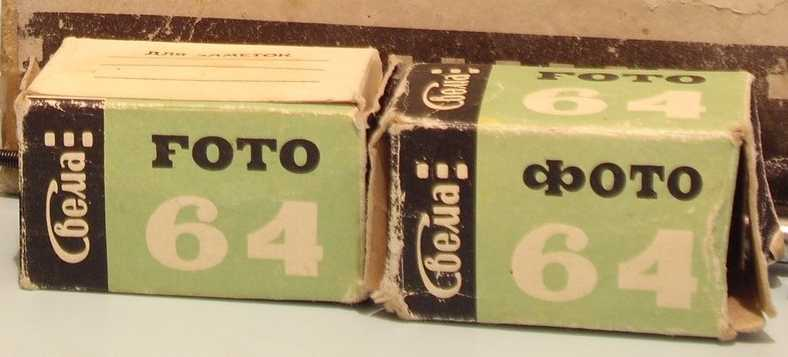
Czarno–biały film Sveny, 135 film, zgodnie z radzieckimi normami GOST 64.

- Svema FN 64; 64 GOST, ISO 80/20°; s 6.5×9 cm – 30×40 cm, KB, 6×9", bulk
- Svema FN 125; 125 GOST, ISO 160/23°; KB, bulk
- Svema FN 250; 250 GOST, ISO 320/26°; KB, bulk
- Svema Reporter 200 GOST, ISO 200/24°; KB, bulk

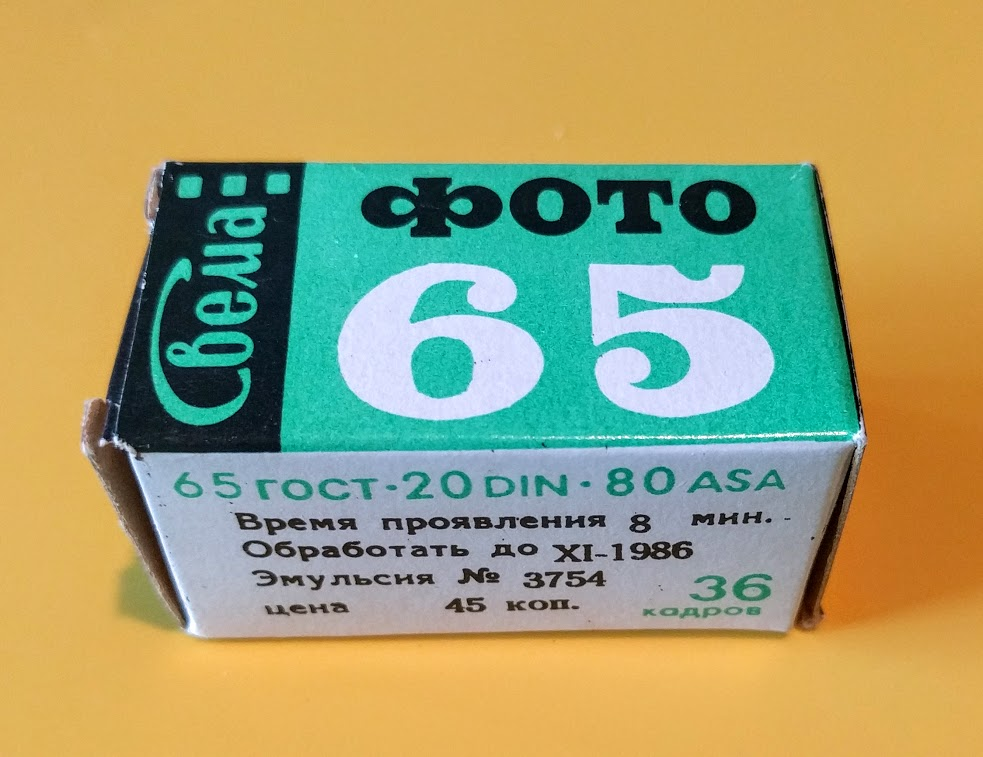
Svema 65 film

Typ ~ 1986
(stara skala GOST)
- Svema Foto 32
- Svema Foto 65 (80 ASA)
- Svema Foto 130
- Svema Foto 250

Typ 1990
(nowa skala GOST, taka sama jak ASA)
- Svema Foto 50; ISO 50/18°
- Svema Foto 100; ISO 100/21°; KB, 6×9", bulk
- Svema Foto 200; ISO 200/24°; KB, bulk
- Svema Foto 400; ISO 400/27°; KB, bulk

### Astrum

#### Film czarno-biały
- ФН-64 (FN-64), ISO 64/19°
- Фoto-100 (Foto-100), ISO 100/21°
- Фoto-200 (Foto-200), ISO 200/24°
- Фoto-400 (Foto-400), ISO 400/27°
- МЗ-3 (MZ-3), ISO 3/6°
- А-2Ш (A-2SH), ISO 400/27°
- НК-2Ш (NK-2), ISO 100/21°

#### Film kolorowy

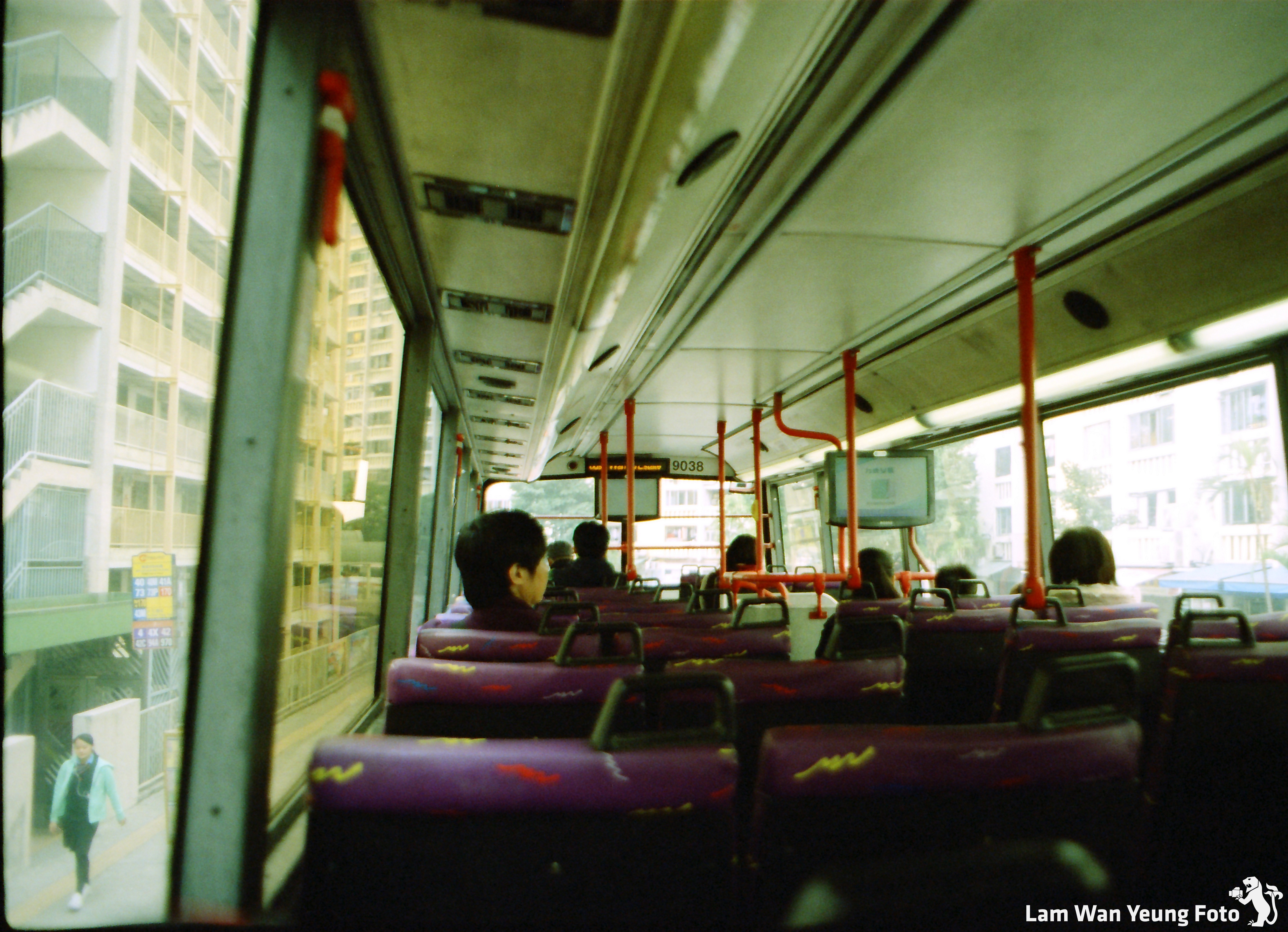
Astrum Color Negative

- Color Negative Film，ISO 125/22°
- Color Infrared Film